# Katarina Ursula av Hohenzollern-Hechingen
Katarina Ursula av Hohenzollern-Hechingen, född 1610, död den 2 juni 1640, var markgrevinna av Baden, gift med Vilhelm I av Baden.